# Giuseppe Roselli Lorenzini
Giuseppe Roselli Lorenzini (Roma, 17 marzo 1910 – Roma, 26 agosto 1987) è stato un ammiraglio italiano.

## Biografia
Frequentò l'Accademia Navale uscendone guardiamarina nel 1929. Durante la seconda guerra mondiale, prima con il grado di tenente di vascello e poi con quello di capitano di corvetta, fu comandante di sommergibili atlantici, tra i quali l'Emo e il Cagni, conseguendo brillanti vittorie.
Nel 1943, dopo l'armistizio, divenne comandante della Quinta flottiglia M.A.S. alla Maddalena e quindi del gruppo flottiglie a Brindisi, operando nell'Adriatico nel 1944.
Nel dopoguerra ha ricoperto importanti incarichi presso la NATO e la SHAPE e nel dicembre 1957 fu promosso contrammiraglio. Fu quindi comandante dell'Accademia Navale e della Seconda Divisione Navale. Nel gennaio 1965 fu promosso ammiraglio di squadra; tra il 1970 ed il 1973 è stato Capo di stato maggiore della Marina Militare. È decorato con due medaglie d'argento, con cinque di bronzo e con l'Ordine Militare d'Italia.